# Astrapia rothschildi
El ave del paraíso de Rothschild  o ave del paraíso de Huon (Astrapia rothschildi) es una especie de ave paseriforme de la familia Paradisaeidae endémica de las montañas de la península de Huon en Nueva Guinea. Es una especie común en su área de distribución, y es clasificada como de preocupación menor en la Lista Roja de Especies Amenazadas de la UICN. También está listado en el Apéndice II de la CITES.
Su dieta consiste principalmente de frutos y semillas. El nombre científico de la especie conmemora al ornitólogo británico Walter Rothschild.